# Elk City (Kansas)
Elk City és una població dels Estats Units a l'estat de Kansas. Segons el cens del 2000 tenia 305 habitants.

## Demografia
Segons el cens del 2000, Elk City tenia 305 habitants, 135 habitatges, i 83 famílies. La densitat de població era de 346,4 habitants/km².
Dels 135 habitatges en un 20,7% hi vivien nens de menys de 18 anys, en un 51,9% hi vivien parelles casades, en un 6,7% dones solteres, i en un 38,5% no eren unitats familiars. En el 35,6% dels habitatges hi vivien persones soles el 23% de les quals corresponia a persones de 65 anys o més que vivien soles. El nombre mitjà de persones vivint en cada habitatge era de 2,26 i el nombre mitjà de persones que vivien en cada família era de 2,93.
Per edats la població es repartia de la següent manera: un 21,6% tenia menys de 18 anys, un 8,5% entre 18 i 24, un 22,6% entre 25 i 44, un 26,2% de 45 a 60 i un 21% 65 anys o més.
L'edat mediana era de 44 anys. Per cada 100 dones de 18 o més anys hi havia 92,7 homes.
La renda mediana per habitatge era de 25.000 $ i la renda mediana per família de 35.833 $. Els homes tenien una renda mediana de 21.250 $ mentre que les dones 17.708 $. La renda per capita de la població era de 15.152 $. Entorn del 15% de les famílies i el 18,6% de la població estaven per davall del llindar de pobresa.

## Poblacions més properes
El següent diagrama mostra les poblacions més properes.